# Групни облик рада у разредној настави
Групни облик наставног рада је такав облик рада у коме се одељење дели на групе које, свака за себе, остварују постављене наставне задатке и о резултату свога рада обавештавају одељенски колектив. Наставник је активан у првој фази часа када се расподељују задаци и дају упутства, а затим дискретно усмерава рад и помаже групама ако је потребно. Кад групе извештавају о резултату, кад се сумира рад, наставник, по потреби, исправља и допуњава ако то не могу ученици.
Групни облик рада наставници врло често користе у свом раду на часовима редовне наставе, одељенског старешине, слободних активности, а они вештији у примени овог облика, и у раду са родитељима. За овај облик рада се опредељују због могућности ангажовања свих ученика или учесника групе која тренутно нешто учи, сазнаје или решава неки проблем.

## Врсте групног рада
Постоје различите класификације врста групног рада у зависности од критеријума који је примењен при њиховом формирању.
М. Вилотијевић је направио класификацију група према следећим критеријумима:
1. Према начину састављања
2. Према врсти радних задатака – у односу на садржај задатка
3. Према врсти радних задатака – у односу на степен диференцираности задатака[2]

### 1. Групе према начину састављања
На основу начина састављања наставник може формирати групе на више различитих  начина. Према М. Вилотијевићу један од њих је да наставник формира групе ученика приближног нивоа знања и способности. Тако се одељење дели на групе различитог квалитета. Мана овакве поделе је што она може да делује дестимулативно на велики број ученика. Онима из слабијих група може опасти самопоуздање или могу створити утисак да им наставник не верује да могу успешно да ураде задатак. Са друге стране, ученици из јачих група могу се уобразити, што може довести до лошијих односа међу ученицима.
Групе се такође могу формирати тако да их чине ученици различитих способности. Постоје неслагања међу научницима по питању критеријума који је пожељан за формирање оваквих група. М. Вилотијевић сматра да је најбоље спонтано формирање група на основу дружења и пријатељства међу ученицима. Тада је кохезиона снага групе већа и оне су трајнијег карактера. Овакве групе могу се формирати и на основу места седења, по азбучном реду, према интересовањима ученика, места где станују и сл.
Немачки педагог Хајнц Клиперт истиче да групе може формирати сам наставник према неком сопственом критеријуму, ученици према сопственим жељама, или се могу формирати према начелу случајности. Када наставник сам формира групе може доћи до негодовања одељења, неповерења према наставнику или сумњи на неку врсту манипулације наставника. Када се групе формирају спонтано према жељама ученика, у пракси често долази до изолације те групе у односу на остатак одељења, што може довести до различитих сукоба и спутавати рад групе. Поред тога, увек се може наћи ученик који не припада ниједној групи, а група у коју би га наставник сместио можда би га нерадо примила.

### 2. Групе према врсти радних задатака
Према М. Вилотијевићу (2000) на основу овог критеријума групе се деле на:
1. групе за припрему и сакупљање грађе за увежбавање и демонстрације: овакве групе више су се користиле у пракси раније. У њима наставник одређује шта ће ученици радити и на који начин, а суштина групног рада је у самосталном обрађивању и увежбавању задатог.
2. групе за обраду наставног садржаја: ове групе се данас чешће користе јер ученици самостално обрађују и савлађују нови наставни садржај.[2]

### 3. Групе према врсти радних задатака – у односу на степен диференцираности задатака
М. Вилотијевић  (2000) задатке који се користе у групном раду дели на:
1. Истоврсне – задаци су једнаки (исти за све). Овакви задаци подстичу такмичење између група. Њихова основна предност је што су једноставни за припрему, чиме је наставнику знатно олакшана организација часа.
2. Диференциране – свака група, из исте наставне јединице (лекције), добија различите задатке.

Може се спроводити и даља диференцијација, тако да сваки члан групе у оквиру групе добија посебне задатке прилагођене његовим знањима и способностима.
- У односу на ову подела задатака, Шимплеша П. групни рад дели на монотематски и политематски.
1. Монотематски групни рад – све групе обрађују исте задатке и тако се међусобно такмиче, а на крају се рад обједињава. Може бити подстицајан ученицима јер желе да њихова група у завршној фази буде најбоља или међу најбољима. Са друге стране, критика лако може да пређе у критизерство, може доћи до свађа, лоших односа. Ученици могу схватити да је најважније да њихова група „победи”, уместо да допринесу укупном резутату. Зато наставник треба да пази да ненаметљиво ствара сарадничку атмосферу.
2. Политематски групни рад – све групе добијају различите задатке, нарочито при обради обимнијих и сложенијих тема, а на крају се њихов рад обједињава. Једна наставна тема се рашчлањује на више мањих целина, где свака група преузима једну целину. С обзиром на то да ученици добијају само парцијалне задатке, на почетку часа их је потребно упознати са структуром целе теме у фронталном облику рада. Након што групе самостално обраде задатак, свака група подноси свој извештај целом разреду, чиме се наставна тема обједињује.[5]

При креирању групе наставник мора имати у виду, између осталог, величину групе и распоред седења ученика.
Када говоримо о величини групе М. Вилотијевић сматра да је оптимална величина група од 5 до 7 ученика. У већој гурпи би се изгубиле главне предности групног рада, а то је запошљавање свих ученика и пуна активност сваког појединца, смањила би се интеракција, амбициознији чланови би потиснули остале. У премалим групама би изостала пуна интеракција, сукобљавање различитих мишљења, неки чланови би можда били преоптерећени јер би сваки појединац добио превелики задатак.
Неки други аутори, као што је П. Шимлеша сматрају да је оптимална величина групе 3 до 4 ученика јер веће групе имају тенденцију распадања. За распоред седишта у групном раду неопходно је да ученици буду окренути једни према другима, како би могли лако међусобно да комуницирају и раде на задатку. С обзиром на то да сама артикулација часа у групном облику рада захтева делом и фронталну организацију рада, неопходно је столове тако поставити да је омогућен и међусобни разговор ученика, али и разговор са наставником. Хајнц Клиперт наводи као најпрактичнији распоред седења у групама према коме је наставник у средишту. Са једне стране, ученици су довољно близу једни другима, а истовремено имају сталан визуелни контакт са наставником. У фази фронталне организације рада и завршне презентације радова могу све да виде и чују.
Познато је још од давнина, да сваки човек поседује природну потрбу која се огледа у размењивању мисли, комуникацији и сарадњи са другим људима. Кроз школске установе такав вид сарадње најефикасније се постиже кроз групни рад. Предности групног рада различитих аутора су:
1. Активно учешће свих ученика. Групу чине ученици различитих знања и способности који заједно раде на задатку и доприносе успеху групе. Тако је настава прилагођен особеностима сваког ученика, а сваки ученик у настави је активан.[2]
2. Самосталност ученика. За разлику од фронталног облика наставе где је наставник посредник између ученика и садржаја, у групним облику рада ученици директно манипулишу садржајем, донекле преузимају наставничку улогу и сами савладавају тешкоће.[6]
3. Примењивање знања у пракси. Школа не пружа увек прилику да се стечена знања примењују у пракси. Потребно је да се таква знања корисно употребе у практичним делатностима и за решавање различитих проблема.[6]  Групни рад пружа практичну основу за развијање одређених навика у друштву, упознавање начина понашања у различитим социјалним ситуацијама као и практичну основу циљева и потреба група и шире заједнице.[7]
4. Боље упознавање. При групним раду ученици добијају шансу да се боље упознају, што доприноси развијању другарства и социјализације личности. Не само да ученици добијају шансу да се упознају унутар групе, него и цело одељење у фази сједињавања рада. При формирању група било би добро поштовати ученичке односе створене ван наставе. Групни рад, по мом мишљењу, се може користити и када се ученици не познају довољно добро, како би се међусобно боље упознали. Тада, наравно, није акценат на усвајању садржаја, колико на упознавању ученика.[2]
5. Међусобна помоћ и сарадња. У заједничком раду, сваки ученик у оквиру сопствене групе, истиче се својим идејама и спремношћу да помогне сарадницима, уколико је то потребно, у циљу доприноса угледа читаве групе. Тако се њихов углед и водећа улога изграђују изнутра, из заједничког процеса рада. Чланови групе су заокупирани задатом темом, па се више интересују, читају додатни материјал, посећују изложбе, музеје, прикупљају додатне материјале, експериментишу итд.[6]
6. Мотивација за рад и радна дисциплина. Надарени ученици, својим константним радом, жељом за успехом и трудом, мотивишу остале чланове групе да учествују у раду. Најчешће повлаче и оне који нису заинтересовани за наставну тему у оквиру групе. Колективна мотивација тако утиче на појединце. Извршење заједнички планираног рада приморава ученике на поседовање радне дисциплине. У примени групног рада дисциплина није спољашни притисак, као ни резултат казне и наредбе, већ се она изграђује као резултат рада у интересу заједничког циља, успех групе.[6]
7. Развој комуникацијских способности. Ученик развија комуникацијске способности на различите начине: кроз интеракцију у породици, околини, школи али и у наставном раду, пре свега у групном облику рада. Када је групни рад уобичајени део школског живота онда се комуникацијске способности системски користе и тиме више развијају.[7]
8. Јачање емоционалне стабилности ученика. Групни рад је тако креиран да омогућава ученицима испољавање различитих емоција и схватање њихових значења, са становишта других чланова и групе у целини. Најједноставнији пример за јачање емоционалне стабилности је када ученици у оквиру групе, приликом решавања задатака, наилазе на препреке, које заједничким снагама успешно превазилазе. Тиме буде самопоуздање једни код других, бодре једни друге, објашњавају недоумице.[7]
9. Развијање одељенског колектива. Да би новооформирано одељење постало ученичко-наставнички колектив неопходно је неговање одговарајућег облика понашања и развијање система вредности и норми. Основни услов да одељење прерасте у колектив јесте постојање заједничких циљева, заједничке акције и заједничког резултата, који су присутни у групној настави.[7]

Групна настава је облик рада који има много предности, али са собом носи и одређене границе на које не треба заборавити приликом организације наставног часа. Различити аутори указују на следеће границе групне наставе:
1. Није свако градиво погодно за групни рад. Пре свега, неопходно је да је задатак могуће и корисно радити у групи. Задаци који се заснивају на унутрашњем доживљају, као што је читање лирске песме, погоднији су за индивидуални него за групни облик рада. Сувише тешко наставно градиво које превазилази појединачне могућности ученика није погодно за групни рад. Такође, не обрађује се групно градиво које је од великог значаја за све ученике и представља основу знања. Један од разлога је што ученици немају способности да у извештају на крају часа презентују резултате разреду успешно колико и наставник. Тешко им је да самостално схвате целину, тако да могу да обраде само један њен део, а у том случају питање је колико ће њихово презентовање бити успешно.[8]
2. Разлике међу ученицима. Неки ученици су индивидуалци и више воле да раде сами. Они се у раду могу удружити са још једним учеником или радити индивидуално. При томе је неопходно да се њихов рад тако усмери да доприноси крајњем резултату целог одељења, да представља прилог заједничкој теми.[8]
3. Проблеми функционисања група. Ови проблеми могу произилазити из сукоба вредносних система, лоше утемељене структуре тима, неквалитетне интеракције у тиму, неквалитетног решавања послова.[9]
4. Средства и материјали. Групни рад захтева одређена средства и материјале, као што су књиге, карте, лексикони, речници, разгледнице, часописи, атласи, статистички подаци, а пре свега библиотека. Без ових средстава групни рад вероватно би био онемогућен.[2]
5. Организационо-технички услови. Ови услови подразумевају пре свега намештај  који се може померати. Лако покретљиви столови и столице омогућују најповољнији размештај ученика у учионици. За време рада група ће се окупити око засебног стола, а за време обједињавања резултата биће потребан размештај столица у облик потковице или круга. Међутим, искуства у школама су показала да ови недостаци, иако знатно отежавају групни рад, не могу да га сасвим онемогуће.[2]Поред тога, часови од 45 минута често су кратки за групни рад, наставни садржај је често опширан, а учионице су премале да би ученици у њима могли слободно да се крећу[4].
6. Онемогућена апсолутна тишина. Групни рад захтева комуникацију унутар групе, стално циркулисање група унутар учионице, што онемогућава круту дисциплину. То значи да се он може одржати само у окружењу које не захтева апсолутну тишину и послушност.[2]
7. Понашање наставника. За успешан групни рад потребно је велико поверење наставника у способност ученика. Хајнц Клиперт у својој књизи Како успешно учити у тиму каже: „Онај ко жели групни рад, тај мора од ученика захтевати преузимање властите одговорности, мора подстицати сарадњу  и у складу с тим мора се знати повући.[4] И друга понашања наставника могу негативно утицати на успешност рада у групама, нпр. када наставник не реагује одговарајуће на доминацију једног ученика у групи или на конфликте који се јављају.

Пре свега потребно је обезбедити другачији просторни размештај седења у односу на рад у класичној учионоици. Свака група би требало да има свој кутак где може да ради без ометања осталих група. Број учесника у малим групама је такође важан за успешан рад и варира у зависности од укупног броја ученика у одељењу и узраста. Млађи ученици ефикасније раде у мањим групама (оптимално 4 учесника), док старијих ученика може бити и већи број у групи (5—6).
Групни облик наставног рада је такав облик рада у коме се одељење дели на групе које, свака за себе, остварују постављене наставне задатке и о резултату свога рада обавештавају одељенски колектив. Наставник је активан у првој фази часа када се расподељују задаци и дају упутства, а затим дискретно усмерава рад и помаже групама ако је потребно. Кад групе извештавају о резултату, кад се сумира рад, наставник, по потреби, исправља и допуњава ако то не могу ученици.
Групни облик рада наставници врло често користе у свом раду на часовима редовне наставе, одељенског старешине, слободних активности, а они вештији у примени овог облика, и у раду са родитељима. За овај облик рада се опредељују због могућности ангажовања свих ученика или учесника групе која тренутно нешто учи, сазнаје или решава неки проблем.
При организовању групног рада треба водити рачуна о:
- начину поделе деце у мале групе;
- изградњи сарадничке атмосфере у малим групама и између група;
- · приближно истом темпу рада у групама.

Подела у групе се може организовати на различите начине: по месту седења, разбрајалицом, извлачењем сличица или броја, неком од брзих игара које за то служе.
Шта урадити ако се у истој групи нађу деца која се иначе не друже и не пристају на рад у оваквој групи, или не желе да раде са појединим ученицима који су неомиљени у одељењу? У оваквим ситуацијама је најбоље користити неку од насумичних, игровних подела, посебно на почетним часовима коришћења групног рада док се деца међусобно кроз заједничке активности не упознају. Друга корисна техника за решавање оваквих проблема је честа промена састава малих група како би се ученици нашли у ситуацији да раде са свим ученицима из одељења. На тај начин се спречава подела на кланове у одељењу и смањује ризик од групашења који групни рад са собом носи, а уједно гради сарадничка атмосфера и толеранција међу члановима групе. Уколико је у одељњу ученик са сметњама у развоју или ученик којег сви одбацују потребно је да наставник својим планирањем обезбеди вршњачку подшку и укључивање ученика у рад групе уз сталан надзор и потребне интервенције.
За групни рад нису пожељне такмичарске активности јер цепају одељење и развијају такмичење са другима уместо са самим собом, што је трајнија мотивација за учење и рад. Добар сценарио часа не ставља групе у ситуацију такмичења, већ сарадње која је пожељна и која се високо вреднује и у спољној евалуацији рада школе. Веома је важно не тражити кривце и оптуживати појединце за неуспех групе. Интервенција наставника је у оваквим ситуацијама неопходна.
Темпо рада у малим групама често је неједнак. Да би се избегао овај проблем који је чест у групном раду наставници могу користити неколико поступака: °сталан обилазак група и подсећање на време које је преостало; · 1-2 минута до краја наставник захтева да се задаци полако завршавају; · групе које су већ завршиле замолити да све још једном прегледају и мало сачекају остале; · групи која доста касни евентуално скратити задатке, или им дати упутство да прекину са радом, а да током излагања усмено додају оно што нису урадили у групи.
Решење увек постоји: планирати време за брз размештај клупа, или другачији сталан размештај седења (полукружни и сл.) који убрзава формирање група на часу. Често коришћење групног рада овај проблем чини невидљивим.
1. 1 2 3 4  „За учитеље”. Сајт Зелене учионице. Приступљено 4. 3. 2017.
2. 1 2 3 4 5 6 7 8 9 10 11  Вилотијевић, Младен (2000). Дидактика 3. Београд, Учитељски факултет.
3. ↑  Михајиловић, Б. (1988). Групни облици рада у настави основне школе. Иновације у настави, 4, Крушевац, стр. 308-311.
4. 1 2 3 4  Клиперт, Х. (2001). Како успјешно учити у тиму. Загреб, Едука.
5. 1 2  Шимплеша, П. (1998). Наставни облици. Дидактика – избор текстова, Јагодина, Учитељски факултет, стр. 222-225.
6. 1 2 3 4  Бузас, Л., 1971. „Васпитни утицај групног рада”. Педагогија, 3, Београд, стр. 394-398.
7. 1 2 3 4  Хавелка, Н. (1983). „Допринос групног рада остваривању васпитне функције школе”. Учитељ, 2, Београд, стр. 33-45.
8. 1 2  Рајинац, В (1957). „Групна настава”. Педагошка стварност, 1, Нови Сад, стр. 11-23.
9. ↑  Павловски, Т. и Павловић Бренеселовић, Д. (2000). Тимски рад у васпитној пракси. Београд, Филозофски факултет.
10. 1 2  „за учитеље”. учитељски кутак. Приступљено 4. 3. 2017.

1. Бузас, Л. (1971): „Васпитни утицај групног рада”, Педагогија, 3, Београд, стр. 394-398.
2. Вилотијевић, М. (2000): Дидактика 3. Београд, Учитељски факултет.
3. Клиперт, Х. (2001): Како успјешно учити у тиму, Загреб, Едука
4. Михајиловић, Б. (1988): „Групни облици рада у настави основне школе”, Иновације у настави, 4, Крушевац, стр. 308-311.
5. Павловски, Т. и Павловић Бренеселовић, Д. (2000): Тимски рад у васпитној пракси, Београд, Филозофски факултет.
6. Пијановић, П. (ред) (2000):  Лексикон образовних термина, Београд, Учитељски факултет.
7. Рајинац, В. (1957): „Групна настава”,  Педагошка стварност, 1, Нови Сад, стр. 11-23.
8. Хавелка, Н. (1983): „Допринос групног рада остваривању васпитне функције школе”, Учитељ, 2, Београд, стр. 33-45.
9. Шимплеша, П. (1998): „Наставни облици”, Дидактика – избор текстова, Јагодина, Учитељски факултет, стр. 222-225.